# Drużynowe Mistrzostwa Świata Juniorów na Żużlu 2011
Drużynowe Mistrzostwa Świata Juniorów na Żużlu 2011 (DMŚJ) – cykl turniejów żużlowych, mających wyłonić najlepszą drużynę narodową (do lat 21) w sezonie 2011. Po raz pierwszy w historii złote medale zdobyli reprezentanci Rosji.

## Finał
- Bałakowo, 3 września 2011

| Msc |                                                                                            | Drużyna / Zawodnik                                                | Biegi          | Punkty |
| --- | ------------------------------------------------------------------------------------------ | ----------------------------------------------------------------- | -------------- | ------ |
| 1   |                                                                                            | Rosja                                                             | Rosja          | 61     |
| 1   | Andriej Kudriaszow Artiom Łaguta Witalij Biełousow Ilja Czałow Władimir Borodulin          | ((1,3,1,3,2) (3,3,3,3,3) (1,3,1,3,3) (3,3,2,3,3) (3,3,3,2,d)      | 10 15 11 14 11 |        |
| 2   |                                                                                            | Dania                                                             | Dania          | 31     |
| 2   | René Bach Mikkel Bech Jensen Jonas Brøndum Andersen Michael Jepsen Jensen Mikkel Michelsen | (0,0,w,–,–) (2,1,1,2,1,2) (0,0,2,2,1) (2,w,2,2,3,3) (2,0,1,1,1)   | 0 9 5 12 5     |        |
| 3   |                                                                                            | Ukraina                                                           | Ukraina        | 29+3   |
| 3   | Kiriłł Cukanow Andrij Kobrin Aleksandr Łoktajew Wołodymir Tejgeł Stanisław Melnyczuk       | (3,2,3,0,w,2) (0,1,0,d,w,0) (3,2,3,3,2,2) (0,1,t,–,1) (0,1,–,0,–) | 10 1 15+3 2 1  |        |
| 4   |                                                                                            | Czechy                                                            | Czechy         | 29+2   |
| 4   | Michael Hádek Jan Holub Václav Milík Roman Čejka Michal Dudek                              | (2,2,1,0,0) (1,1,0,1,2) (2,2,2,1,3,1) (1,0,2,1,–) (1,2,0,1,0)     | 5 11+2 4 4     |        |

Bieg po biegu:
1. Cukanow, Hádek, Kudriaszow, Bach
2. Łaguta, Bech Jensen, Holub, Kobrin
3. Łoktajew, Milík, Biełousow, Andersen
4. Czałow, Jepsen Jensen, Čejka, Tejgeł
5. Borodulin, Michelsen, Dudek, Melnyczuk
6. Kudriaszow, Dudek, Tejgeł, Andersen
7. Łaguta, Hádek, Melnyczuk, Jepsen Jensen (w)
8. Biełousow, Cukanow, Holub, Michelsen
9. Czałow, Milík, Kobrin, Bach
10. Borodulin, Łoktajew, Bech Jensen, Čejka
11. Łoktajew, Jepsen Jensen, Kudriaszow, Holub
12. Łaguta, Milík, Michelsen, Tejgeł (t)
13. Łoktajew, Čejka, Biełousow, Bach (w/u)
14. Cukanow, Czałow, Bech Jensen, Dudek
15. Borodulin, Andersen, Hádek, Kobrin
16. Kudriaszow, Bech Jensen, Milík, Melnyczuk
17. Łaguta, Andersen, Čejka, Cukanow
18. Biełousow, Jepsen Jensen, Dudek, Kobrin (d)
19. Czałow, Łoktajew, Michelsen, Hádek
20. Jepsen Jensen, Borodulin, Holub, Cukanow (w/u)
21. Milík, Kudriaszow, Michelsen, Kobrin (w)
22. Łaguta, Łoktajew, Bech Jensen, Dudek
23. Biełousow, Bech Jensen, Tejgeł, Hádek
24. Czałow, Holub, Andersen, Kobrin
25. Jepsen Jensen, Cukanow, Milík, Borodulin
26. Bieg dodatkowy o 3. miejsce: Łoktajew, Milík